# 3e bataillon du Royal Australian Regiment

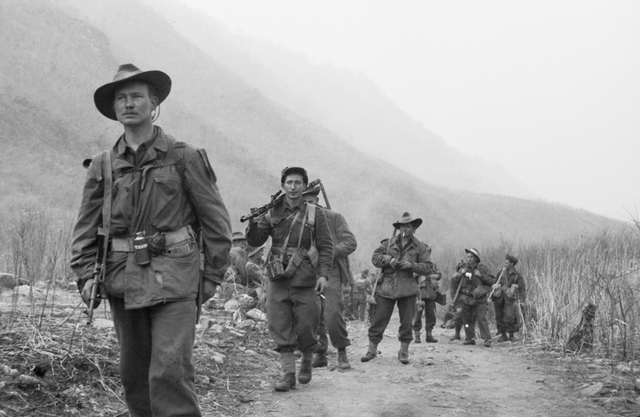
Membres du 3 RAR durant la guerre de Corée

Le 3e bataillon du Royal Australian Regiment (3 RAR) est un bataillon d’infanterie de l'Armée australienne basé à Townsville dans le Queensland. Il fait partie de la 3e Brigade (en). Le 3 RAR a été formé en 1945 en tant que 67e Bataillon et a connu le service actif au Japon, en Corée, en Malaisie, au Vietnam du Sud, au Timor oriental, aux îles Salomon, en Afghanistan et en Irak.

## Annexe